# Золотая медаль имени А. П. Александрова
Золотая медаль имени А. П. Александрова — медаль, присуждаемая с 2003 года Российской академией наук за выдающиеся научные работы, открытия и изобретения, серии научных работ в области атомной науки и техники
.

Медаль названа в честь советского физика, президента Академии наук СССР (1975—86) А. П. Александрова.
- Внешний вид медали
- Обратная сторона медали

## Список награждённых
- 2003 — Николай Сидорович Хлопкин — за совокупность работ, имеющих важное значение при создании и совершенствовании ядерных установок военно-морского и гражданского флота страны
- 2008 — Ашот Аракелович Саркисов — за цикл работ в области атомной науки и техники
- 2013 — Игорь Дмитриевич Спасский — за основополагающий вклад в развитие атомного флота России
- 2018 — Николай Николаевич Пономарев-Степной — за выдающиеся работы, внесшие большой вклад в исследования и разработки в области двухкомпонентной атомной энергетики и атомно-водородной энергетики, и многолетнюю плодотворную деятельность
- 2023 — академик РАН Валентин Пантелеймонович Смирнов — за многолетнюю плодотворную деятельность и большой вклад в развитие научных основ термоядерной энергетики